# Strada dell'Assietta
La Strada dell'Assietta, également connue sous le nom de Strada Provinciale (SP) 173 del Colle dell'Assietta, est une route située dans le Piémont en Italie. Non goudronné, c'est un chemin de terre de 34 kilomètres de long qui relie Sestrière au col du Finestre.

## Description
La route se situe presque entièrement au-dessus de 2 000 mètres d'altitude et n'est donc ouverte que du 1er juin au 31 octobre. Elle longe la crête qui sépare le val Cluson de la val de Suse et passe plusieurs cols entre ces vallées, dont le Colle dell'Assietta (2 474 m), le Colle Blegier (2 381 m), le Colle Costa Piana (2 313 m), le Colle Bourget (2 299 m). m) et le Col Basset (2 424 m).
La route est construite à la fin des années 1800 à des fins militaires et les ruines des forts subsistent encore. Aujourd'hui, certains agriculteurs empruntent la route pour accéder à leurs terres, mais la principale utilisation est celle des touristes, en particulier des motocyclistes et des VTT. La surface est constituée de terre et de roches et n'est généralement suffisamment large que pour un seul véhicule.
L'extrémité orientale de la route est très proche du col du Finestre (une route qui est également en grande partie non goudronnée du côté nord), qui est présente dans plusieurs courses cyclistes professionnelles, dont l'étape 20 du Giro d'Italia 2015 . La Strada dell'Assietta elle-même n'a été utilisée dans aucune course professionnelle, mais elle est au centre de la course de vélo de montagne le Tour dell'Assietta, et elle a été utilisée comme deuxième point de contrôle lors de la course Transcontinental 2015 (une course sans escale, course cycliste non assistée à travers l'Europe, normalement disputée sur des vélos de route)